# Ferring
Ferring – wieś w Anglii, w hrabstwie West Sussex, w dystrykcie Arun. Leży 24 km na wschód od miasta Chichester i 81 km na południe od Londynu. W 2001 miejscowość liczyła 4361 mieszkańców.